# Myxexoristops stolida
Myxexoristops stolida là một loài ruồi trong họ Tachinidae.